# Наяхан (село)
Наяха́н —  упразднённое село в Северо-Эвенском районе Магаданской области России. В 1931—1951 гг. был административным центром Северо-Эвенского района.

## География
Село было расположено близ устья р. Наяхан в 17 километрах к западу по берегу Наяханской губы от современного пос. Эвенск.

## Этимология
Название дано от одноимённой реки, происходит от эвенского слова   Наякан — «маленький шест». Корякское название населённого пункта — коряк. Эйгывал — «западный».

## История
Село возникло не позднее XIX в. как поселение обрусевших коряков. Основным занятием жителей была рыбная ловля и морской зверобойный промысел. На рубеже XIX—XX веков в Наяхане проживало около 60 человек. В селе имелись жилища разного типа — полуземлянки береговых коряков, русские рубленные избы, ставились юрты кочевых оленеводов, приезжавших из тундры.
В 1910-е годы был построен радиотелеграфный узел связи с двумя радиовышками. Узел связи питался от двигателя Гарднера — прообраза современного дизель-электрогенератора.
В апреле 1923 года в Наяхане произошло последнее в границах современной Магаданской области сражение Гражданской войны — красноармейцы под командованием Григория Чубарова уничтожили остатки белого отряда Валериана Бочкарёва. В ходе боя радиоузел был сильно повреждён.
В советское время Наяхан стал районным центром, здесь находились здания районного исполнительного комитета, сельсовета, правление колхоза «Север», больница, школа, клуб, контора рыбпромхоза. В межвоенное время в поселении насчитывалось 26 домохозяйств.
В 1930-е гг. использовался как место посадки гидросамолётов Дальстроя.
В 1940-х гг. были построены гидрометеостанция, ясли, столовая, производственные здания рыбпромхоза.
Частые наводнения в Наяхане вынудили власти в 1951 г. принять решение о переносе центра Северо-Эвенского района в новый посёлок в устье р. Большая Гарманда (ныне Эвенск). Часть домов из Наяхана была разобрана и перевезена в новый райцентр, где их собрали заново. В течение 1950-х гг. основная часть жителей переехала в Эвенск, и село Наяхан постепенно опустело.
В 1970-е гг. в Наяхане во время лососёвой путины работал сезонный рыбпромхоз.
В 1973-м году на вершине сопки к югу от заброшенного села была установлена стела в память о сражении красного отряда Григоря Чубарова в 1923 г.

## Религия
В 1910-х годах в селе Наяхан действовала православная церковь св. Иоанна Рыльского.